# The Lovers Are Losing
«The Lovers Are Losing» написан и исполнен британской группой Keane. Выпущен 20 октября 2008. Это второй сингл с их третьего альбома Perfect Symmetry. «The Lovers Are Losing» была исполнена первый раз 24 августа в Hit40uk.

## Список композиций
| №  | Название                | Длительность |
| -- | ----------------------- | ------------ |
| 1. | «The Lovers Are Losing» | 5:04         |
| 2. | «Time to Go»            | 3:50         |

## Видео
Клип на «The Lovers Are Losing» был выпущен 1 октября.

## Внешние ссылки
- Официальный сайт Keane
- «The Lovers Are Losing» на Keaneshaped